# El Despecho Tour
"El Despecho Tour" es la  sexta gira musical del dúo mexicano Jesse & Joy compuesto por Jesse Huerta y Joy Huerta. Tuvo inicio el 18 de enero de 2025 en Costa Rica.  Esta gira se realiza en apoyo a su séptimo álbum de estudio, Lo que nos faltó decir (2025). 

## Antecedentes y desarrollo
En la víspera de la conclusión de su exitosa gira Cliches Tour, los hermanos Huerta anunciaron a través de sus redes sociales el inicio de su nueva gira, titulada El Despecho Tour. Además, revelaron las primeras ciudades que serán parte de este nuevo recorrido.Originalmente, la gira iniciaría el 6 de diciembre de 2024 en Villahermosa, Tabasco, sin embargo, por causas de fuerza mayor fue pospuesto al 26 de febrero de 2025.El 25 de diciembre de 2024, se confirmó vía redes sociales que el concierto del 14 de febrero en el auditorio nacional sería con doble función.

## Producción
Al inicio del concierto, Jesse sube al escenario y comienza a tocar los primeros acordes de «Corre», mientras que Joy sorprende al público al aparecer en medio del recinto, marcando así el inicio oficial del espectáculo. A lo largo del concierto, una banda de mariachi sube al escenario para interpretar temas del dúo, como «Un besito más», mientras en las pantallas se proyectan fotos enviadas por los fans a través de correo electrónico antes del espectáculo; también interpretan «Quiéreme despacito», además, aprovechan para cantar covers de canciones famosas como «por mujeres como tú», «México en la piel» y «Volver volver». Como alternativa al comienzo del espectáculo como lo es usual, durante su presentación doble del 14 de febrero de 2025, ambos hermanos sobrevolaron el auditorio nacional apoyados de un arnés.

## Artistas invitados
- Elsa y Elmar - 14 de febrero de 2025:  «Accidente»[6]
- Carlos Maldonado (Foreigner) - 15 de mayo de 2025: «Quiero saber qué es el amor», versión en español del éxito «I Want to Know What Love Is». [8]

## Repertorio
Lista de canciones presentadas en su concierto del 18 de enero de 2025 en San José, Costa Rica.
Canciones presentadas
1. «Si te vas»
2. «Esto es lo que soy»
3. «Me quiero enamorar»
4. «Ya no quiero»
5. «Lo que nos faltó»
6. «Te esperé»
7. «Tanto»
8. «Me voy»
9. «Respirar»
10. «Adiós»
11. «Nuevos recuerdos»
12. «Llegaste tú»
13. «3 A.M.»
14. «Valió la pena»
15. «Me soltaste»
16. Popurri de canciones de música regional mexicana: «Por mujeres como tú»,  «México en la piel»,  «Por mujeres como tú»,  «Si no te hubieras ido», «Caray» y «volver».
17. «Un besito más»
18. «Chocolate»
19. «¿Con quién se queda el perro?»
20. «Llorar»
21. «Dueles»
22. «La de la mala suerte»
23. «¡Corre!»
24. «Espacio sideral»

- El 14 de febrero de 2025, en su presentación de Ciudad de México, interpretaron por primera vez el sencillo «Accidente» junto con la cantante colombiana Elsa y Elmar.[6]
- El 15 de mayo de 2025, Joy interpretó el tema «Flying Away», uno de los temas originales creados por la artista para la obra de Broadway «Real Women Have Curves».[9]

## Fechas
| N.º               | Fecha                    | Ciudad            | País            | Lugar                                 | Observaciones                                                      | Ref.            |
| América Central   | América Central          | América Central   | América Central | América Central                       | América Central                                                    | América Central |
| ----------------- | ------------------------ | ----------------- | --------------- | ------------------------------------- | ------------------------------------------------------------------ | --------------- |
| 1                 | 18 de enero de 2025      | San José          | Costa Rica      | Parque Viva                           | Teloneros: Los Plancharanga y Cinthia Arévalo                      | [ 10 ] [ 11 ]   |
| América del Norte |                          |                   |                 |                                       |                                                                    |                 |
| 2                 | 8 de febrero de 2025     | Aguascalientes    | México          | Foro de las estrellas                 |                                                                    | [ 12 ] [ 13 ]   |
| 3                 | 9 de febrero de 2025     | Tizayuca          | México          | Teatro del pueblo                     | Formó parte de la «Feria Regional Metropolitana de Tizayuca 2025». | [ 14 ]          |
| 4                 | 14 de febrero de 2025    | Ciudad de México  | México          | Auditorio Nacional                    | doble función; sold out                                            | [ 3 ] [ 15 ]    |
| 5                 | 14 de febrero de 2025    | Ciudad de México  | México          | Auditorio Nacional                    | doble función; sold out                                            | [ 3 ] [ 15 ]    |
| 6                 | 15 de febrero de 2025    | Toluca            | México          | Teatro Morelos                        |                                                                    | [ 16 ]          |
| 7                 | 21 de febrero de 2025    | Monterrey         | México          | Arena Monterrey                       |                                                                    | [ 17 ]          |
| 8                 | 22 de febrero de 2025    | Guadalajara       | México          | Auditorio Telmex                      |                                                                    |                 |
| 9                 | 27 de febrero de 2025    | Playa del Carmen  | México          | Anfiteatro de Plaza 28 de Julio       | Formó parte del «Carnaval de Playa del Carmen 2025».               | [ 18 ] [ 19 ]   |
| 10                | 28 de febrero de 2025    | Puebla            | México          | Auditorio Metropolitano               |                                                                    |                 |
| 11                | 1.° de marzo de 2025     | Veracruz          | México          | Auditorio Benito Juárez               |                                                                    |                 |
| 12                | 21 de marzo de 2025      | Mérida            | México          | Foro GNP                              |                                                                    |                 |
| 13                | 22 de marzo de 2025      | Cancún            | México          | Plaza de toros                        |                                                                    |                 |
| 14                | 23 de marzo de 2025      | Ciudad de México  | México          | Auditorio Nacional                    |                                                                    |                 |
| 15                | 15 de mayo de 2025       | Ciudad de México  | México          | Auditorio Nacional                    |                                                                    |                 |
| 16                | 27 de junio de 2025      | San Juan          | Puerto Rico     | Coca-Cola Music Hall                  |                                                                    | [ 20 ]          |
| 17                | 28 de junio de 2025      | Mayagüez          | Puerto Rico     | Palacio de los deportes               |                                                                    |                 |
| 18                | 16 de agosto de 2025     | Brooklyn          | Estados Unidos  | Brooklyn Paramount                    |                                                                    |                 |
| 19                | 17 de agosto de 2025     | Washington, D. C. | Estados Unidos  | Warner Theatre                        |                                                                    |                 |
| 20                | 18 de agosto de 2025     | Cleveland         | Estados Unidos  | House of Blues                        |                                                                    |                 |
| 21                | 19 de agosto de 2025     | Toronto           | Canadá          | Danforth Music Hall                   |                                                                    |                 |
| 22                | 21 de agosto de 2025     | Fresno            | Estados Unidos  | William Saroyan Theatre               |                                                                    |                 |
| 23                | 22 de agosto de 2025     | Santa Bárbara     | Estados Unidos  | Arlington Theatre                     |                                                                    |                 |
| 24                | 23 de agosto de 2025     | Anaheim           | Estados Unidos  | The Grand Theatre                     |                                                                    |                 |
| 25                | 24 de agosto de 2025     | San José          | Estados Unidos  | San Jose Civic                        |                                                                    |                 |
| 26                | 28 de agosto de 2025     | Kansas            | Estados Unidos  | Uptown Theatre                        |                                                                    |                 |
| 27                | 29 de agosto de 2025     | Denver            | Estados Unidos  | Paramount Theatre                     |                                                                    |                 |
| 28                | 30 de agosto de 2025     | Salt Lake City    | Estados Unidos  | Eccles Theater                        |                                                                    |                 |
| América del Sur   |                          |                   |                 |                                       |                                                                    |                 |
| 29                | 2 de septiembre de 2025  | Buenos Aires      | Argentina       | Movistar Arena                        |                                                                    |                 |
| 30                | 4 de septiembre de 2025  | Rosario           | Argentina       | Bioceres Arena                        |                                                                    |                 |
| 31                | 6 de septiembre de 2025  | Tucumán           | Argentina       | Teatro Mercerdes Sosa                 |                                                                    |                 |
| 32                | 7 de septiembre de 2025  | Córdoba           | Argentina       | Quality Arena                         |                                                                    |                 |
| 33                | 9 de septiembre de 2025  | Mendoza           | Argentina       | Arena Maipú                           |                                                                    |                 |
| 34                | 11 de septiembre de 2025 | Santiago          | Chile           | Movistar Arena                        |                                                                    | [ 21 ]          |
| 35                | 12 de septiembre de 2025 | Santiago          | Chile           | Movistar Arena                        |                                                                    |                 |
| 36                | 13 de septiembre         | São Paulo         | Brasil          | Cine Joia                             |                                                                    |                 |
| 37                | 14 de septiembre de 2025 | Bogotá            | Colombia        | Movistar Arena                        |                                                                    |                 |
| América del Norte |                          |                   |                 |                                       |                                                                    |                 |
| 38                | 15 de septiembre de 2025 | Las Vegas         | Estados Unidos  | The theater at Virgin Hotels          |                                                                    |                 |
| 39                | 1.° de octubre de 2025   | Ciudad de México  | México          | Auditorio Nacional                    |                                                                    |                 |
| 40                | 3 de octubre de 2025     | Chicago           | Estados Unidos  | Rosemont Theatre                      |                                                                    |                 |
| 41                | 4 de octubre de 2025     | Mineápolis        | Estados Unidos  | Pantages Theatre                      |                                                                    |                 |
| América del Sur   |                          |                   |                 |                                       |                                                                    |                 |
| 42                | 16 de octubre de 2025    | Lima              | Perú            | Anfiteatro parque de la exposición    |                                                                    |                 |
| 43                | 17 de octubre de 2025    | Quito             | Ecuador         | Coliseo General Rumiñahui             |                                                                    | [ 22 ]          |
| América del Norte |                          |                   |                 |                                       |                                                                    |                 |
| 44                | 31 de octubre de 2025    | Charlotte         | Estados Unidos  | Ovens Auditorium                      |                                                                    |                 |
| 45                | 1.° de noviembre de 2025 | Miami             | Estados Unidos  | James L Knight Center                 |                                                                    |                 |
| 46                | 7 de noviembre de 2025   | Santa Rosa        | Estados Unidos  | Luther Burbank Center for the Arts    |                                                                    |                 |
| 47                | 8 de noviembre de 2025   | Vancouver         | Canadá          | The Centre in Vancouver               |                                                                    |                 |
| 48                | 9 de noviembre de 2025   | Seattle           | Estados Unidos  | Moore Theatre                         |                                                                    |                 |
| 49                | 15 de noviembre de 2025  | Villahermosa      | México          | Palenque de Villahermosa              |                                                                    |                 |
| 50                | 20 de noviembre de 2025  | Los Ángeles       | Estados Unidos  | Youtube Theater                       |                                                                    |                 |
| 51                | 21 de noviembre de 2025  | Highland          | Estados Unidos  | Yaamava' Theater                      |                                                                    |                 |
| 52                | 2 de diciembre de 2025   | Houston           | Estados Unidos  | 713 Music Hall                        |                                                                    |                 |
| 53                | 3 de diciembre de 2025   | McAllen           | Estados Unidos  | McAllen Performing Arts Center        |                                                                    |                 |
| 54                | 5 de diciembre de 2025   | San Antonio       | Estados Unidos  | The Aztec Theater                     |                                                                    |                 |
| 55                | 6 de diciembre de 2025   | Austin            | Estados Unidos  | Emo's                                 |                                                                    |                 |
| 56                | 7 de diciembre de 2025   | Irving            | Estados Unidos  | The Pavillion at Toyota Music Factory |                                                                    |                 |
| 57                | 30 de enero de 2026      | El Paso           | Estados Unidos  | Plaza Theater                         |                                                                    |                 |
| 58                | 31 de enero de 2026      | Tucson            | Estados Unidos  | Linda Ronstadt Music Hall             |                                                                    |                 |
| 59                | 1.° de febrero de 2026   | Phoenix           | Estados Unidos  | The Van Buren                         |                                                                    |                 |
| 60                | 20 de febrero de 2026    | Querétaro         | México          |                                       |                                                                    |                 |
| 61                | 21 de febrero de 2026    | Puebla            | México          |                                       |                                                                    |                 |
| 62                | 26 de febrero de 2026    | Toluca            | México          |                                       |                                                                    |                 |
| 63                | 28 de febrero de 2026    | Monterrey         | México          | Arena Monterrey                       |                                                                    |                 |
| 64                | 7 de marzo de 2026       | Veracruz          | México          |                                       |                                                                    |                 |

## Conciertos cancelados
| Fecha                   | Ciudad        | País                 | Lugar                 | Razón                                                  | Ref.   |
| ----------------------- | ------------- | -------------------- | --------------------- | ------------------------------------------------------ | ------ |
| 16 de mayo de 2025      | Mexicali      | México               | Palenque del FEX      | Desconocido                                            |        |
| 26 de junio de 2025     | Santo Domingo | República Dominicana | Teatro la fiesta      | Desprendimiento de un plafón del escenario del teatro. | [ 23 ] |
| 13 de diciembre de 2025 | Oaxaca        | México               | Auditorio Guelaguetza | Desconocido.                                           |        |